# Militärrat von Deir ez-Zor
Der Militärrat von Deir ez-Zor ist eine mehrheitlich arabische Miliz der Syrischen Demokratischen Kräfte (SDF) mit Sitz im Gouvernement Deir ez-Zor.

## Geschichte

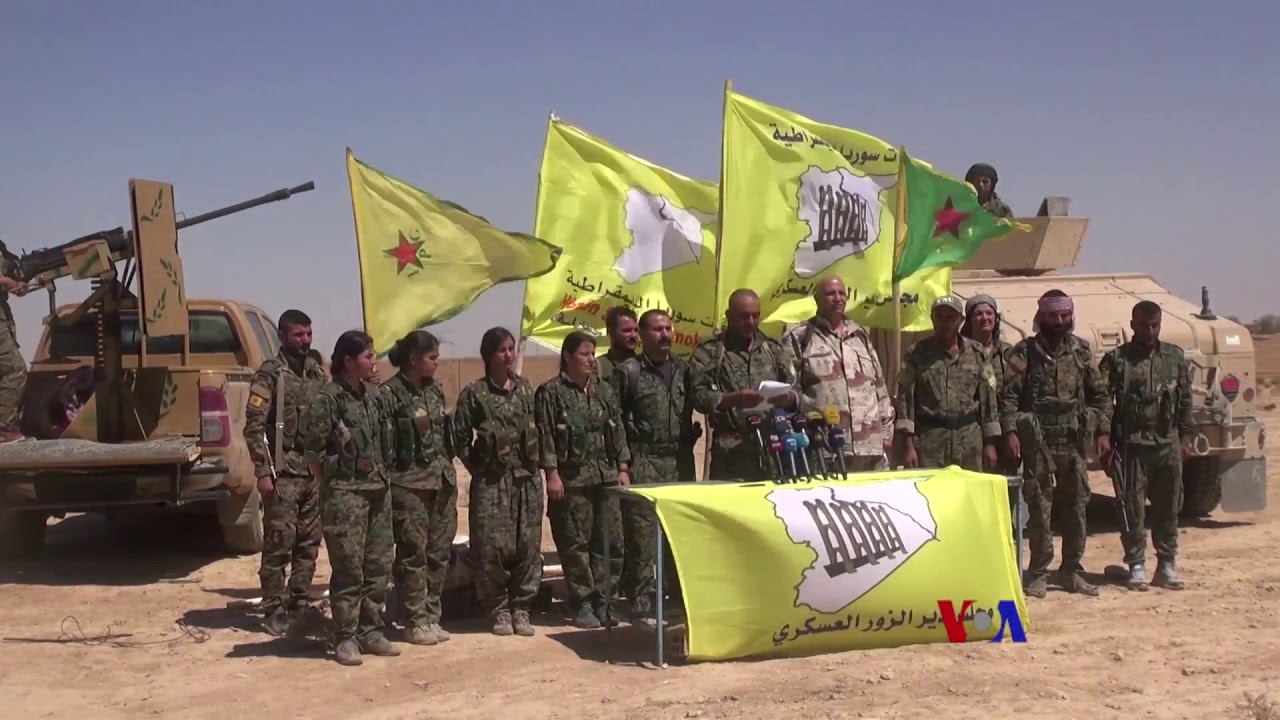
Der Militärrat von Deir ez-Zor und seine Verbündeten kündigen den Beginn ihrer Offensive in Deir ez-Zor an.

Am 8. Dezember 2016 wurde auf einer SDF-Konferenz in Hasaka der Militärrat von Deir ez-Zor gegründet. Die Mitglieder bestehen aus den Überresten des gleichnamigen ehemaligen bewaffneten Rebellenrats, der 2014 vom Islamischen Staat aus der Stadt vertrieben wurde und sich im November 2016 den SDF angeschlossen hat. Die oppositionsnahe Organisation Deir ez-Zor 24 bestritt jedoch, dass der als Abu Khawla bekannte Kommandeur des Militärrats ein Kommandeur einer FSA-Gruppe war.
Am 11. Dezember erklärte der Rat, dass er sich nach Abschluss der zweiten Phase der Offensive im Norden Raqqas auf das Gouvernement Deir ez-Zor konzentrieren werde.
Am 25. August 2017 verließen 800 Kämpfer die Elitetruppen und wurden in die Reihen der SDF und ihres Militärrats von Deir ez-Zor integriert. Die Kämpfer warfen den Elitekräften Korruption vor. Diese Kräfte bestanden aus sieben Einheiten von al-Baggara- und al-Shaitat-Stammeskämpfern, die im Osten von Raqqa und im Süden von Hasaka stationiert waren,  darunter die Versammlung der al-Baggara-Jugend unter der Führung von Yasser al-Dahla.
Am 28. September 2017 wurde Yasser al-Dahla von der SDF-Militärpolizei verhaftet, die Dahla beschuldigte, nicht effektiv an der Deir ez-Zor-Offensive der SDF teilgenommen zu haben und es an „militärischer Disziplin“ fehlen zu lassen. Die Versammlung der al-Baggara-Jugend wies diese Vorwürfe zurück und beschuldigte den Militärrat von Deir ez-Zor, Kämpfern des Euphrat-Schildes, die zu den SDF übergelaufen waren, die Aufnahme in die Versammlung zu verweigern. Dahla drohte Berichten zufolge damit, die Teilnahme seiner Gruppe an der Offensive in Deir ez-Zor einzustellen. Einige Zeit nach diesem Vorfall wurde Yasser al-Dahla freigelassen. Am 9. Dezember 2017 dementierte er Berichte, wonach er zu den Regierungstruppen übergelaufen sei, räumte aber die Streitigkeiten zwischen ihm und anderen SDF-Kommandeuren ein.
Der Militärrat von Deir ez-Zor ist während der Schlacht von Khasham mit regierungsnahen syrischen Kräften zusammengestoßen, während einige Kämpfer des Militärrats Ende Februar 2018 erklärten, sie wollten die Verteidigung der Region Afrin gegen die türkische Militäroperation unterstützen.

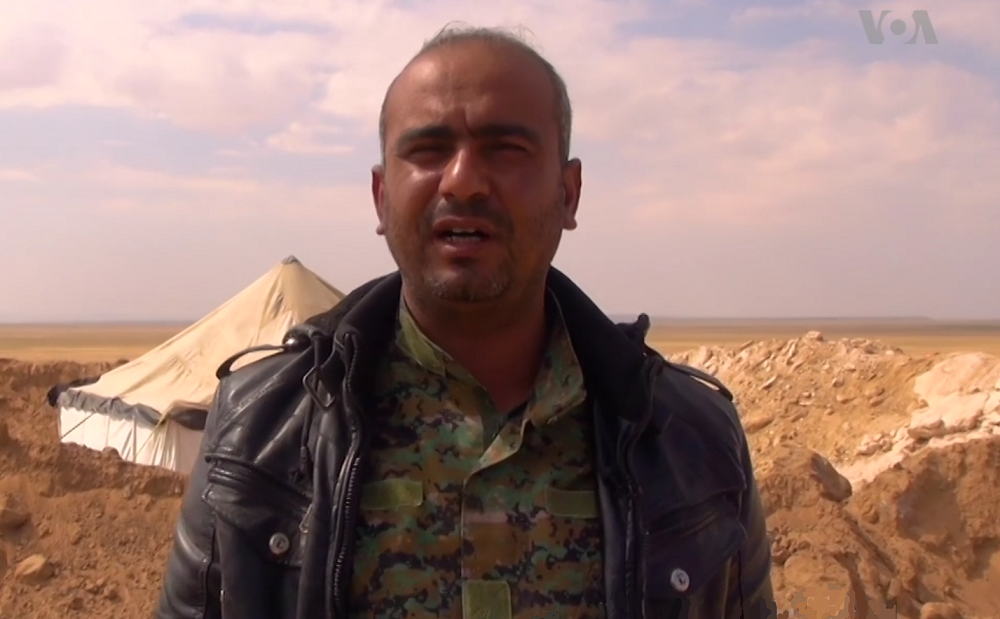
Rashid Abu Khawla, auch bekannt als Ahmad Abu Khawla, ist Generalkommandant des Militärrats von Deir ez-Zor.

Am 20. September 2019 brachen in den von den SDF gehaltenen Gebieten in Deir ez-Zor Proteste aus, die den Rückzug der syrischen Regierung und der mit dem Iran verbündeten Kräfte aus einem sieben Kilometer langen Gebiet in der Nähe von Khasham forderten, nachdem regierungsnahe und vom Iran unterstützte Kräfte in Deir ez-Zor wie die Baqir-Brigade damit gedroht hatten, von den SDF gehaltene Gebiete in der Region anzugreifen. Als Reaktion auf die Proteste gab der Feldkommandeur des Militärrats von Deir ez-Zor bei einer Stammesversammlung eine Erklärung ab, in der er erklärte, dass die SDF regierungsnahe und verbündete Kräfte bekämpfen würden, falls diese angreifen sollten. Gleichzeitig bestritt ein anderer SDF-Sprecher, dass die SDF an der Organisation der Proteste beteiligt waren, räumte jedoch ein, dass die SDF keine Maßnahmen gegen sie ergriffen hätten.
Am 27. September 2019 wurden die Proteste gegen die Regierung fortgesetzt. Die Demonstranten forderten, dass sich die Regierung vom Ostufer des Euphrat zurückzieht und es den SDF übergibt, und dass die Kämpfer der SDF die Regierungstruppen in dem Gebiet ersetzen.
Am 29. Oktober 2019 bombardierte die CJTF-OIR-Koalition Stellungen der syrischen Armee in Deir ez-Zor, angeblich als Reaktion auf den Beschuss von durch die SDF gehaltenen Gebieten in Deir ez-Zor durch das syrische Militär; nach den Bombardierungen der Koalition wurden auch Zusammenstöße zwischen der syrischen Armee und den SDF in dem Gebiet gemeldet, bei denen ein Panzer der syrischen Armee zerstört wurde.
Im August 2023 kam es zu Zusammenstößen zwischen dem Militärrat von Deir ez-Zor und den SDF. Lokale Stämme innerhalb des Militärrats von Deir ez-Zor erklärten, dass sie nach dem Rückzug der SDF am 29. August die vollständige Kontrolle über sechs Dörfer im Umkreis von fünf Kilometern um das vom Assad-Regime gehaltene Gebiet in der Nähe des Euphrat-Flusses hätten.